# 이뷔코스
이뷔코스(Ἴβυκος, 기원전 6세기 후반에 활동)는 고대 그리스의 서정시인으로, 마그나 그라에카에 위치한 레기움 시민이었고, 참주 폴뤼크라테스의 치세 동안 사모스에서 활동한 것으로 추정된다. 헬레니즘기 알렉산드리아 학자들은 그를 아홉 서정 시인의 반열에 올렸다. 이뷔코스는 주로 고대에서 남색을 다룬 시로 기억되곤 하나, 이외에도 스테시코로스풍으로 신화적 주제를 다룬 서정시를 쓰기도 했다. 현재 이뷔코스의 작품은 고대 학자들의 인용으로만, 또는 이집트 발굴 현장에서 복원된 파피루스에 쓰인 단편들로만 남아있으나, 그의 현존하는 작품은 그리스 운문 최상의 본보기 중 하나로 평가받는다.